# جام جهانی فوتبال ۱۹۷۰
جام جهانی فوتبال ۱۹۷۰ (به انگلیسی: 1970 FIFA World Cup) یا نهمین دوره جام جهانی فوتبال در کشور مکزیک برگزار شد. این بازی‌ها از ۳۱ مه تا ۲۱ ژوئن ۱۹۷۰ انجام گرفت. شانزده تیم در ۳۵ بازی به مصاف هم رفتند. بازی‌ها در ۴ گروه برگزار شد و دو تیم اول هر گروه به مرحله دوم می‌رفتند.
در مرحله دوم تیم‌ها به صورت دو به دو و حذفی به مصاف هم رفتند. در نیمه‌نهایی برزیل مقابل اروگوئه به برتری رسید و ایتالیا در بازی قرن مقابل آلمان غربی با نتیجه ۴–۳ به پیروزی رسید. ایتالیا پس از این بازی سخت و طاقت فرسا در مقابل برزیل در فینال با نتیجه چهار بر یک شکست خورد. با این پیروزی برزیل برای سومین بار به قهرمانی در جام جهانی رسید و طبق قوانینی که ژول ریمه تعیین کرده بود توانست جام ژول ریمه را برای همیشه به خانه ببرد. اگر در این مسابقه ایتالیا پیروز می‌شد آنها برنده جام ژول ریمه می‌شدند زیرا آنها نیز قبل از این جام ۲ بار قهرمان جام جهانی فوتبال شده بودند.
در نهایت برزیل به مقام اول، ایتالیا به مقام دوم، آلمان غربی به مقام سوم و اروگوئه به مقام چهارم رسیدند.

## ورزشگاه‌ها
| مکزیکو سیتی          | مکزیکو سیتی                                                                                | مکزیکو سیتی       |
| -------------------- | ------------------------------------------------------------------------------------------ | ----------------- |
| ورزشگاه آزتیکا       |                                                                                            |                   |
| ظرفیت: ۱۱۰٬۰۰۰       |                                                                                            |                   |
|                      |                                                                                            |                   |
| گوادالاخارا، خالیسکو | گوادالاخارا، خالیسکولئون، گوآناخوآتومکزیکو سیتیپوئبلاتولوکاجام جهانی فوتبال ۱۹۷۰ (مکزیک) · | پوئبلا سیتی       |
| ورزشگاه خالیسکو      | گوادالاخارا، خالیسکولئون، گوآناخوآتومکزیکو سیتیپوئبلاتولوکاجام جهانی فوتبال ۱۹۷۰ (مکزیک) · | ورزشگاه کواتموک   |
| ظرفیت: ۷۱٬۱۰۰        | گوادالاخارا، خالیسکولئون، گوآناخوآتومکزیکو سیتیپوئبلاتولوکاجام جهانی فوتبال ۱۹۷۰ (مکزیک) · | ظرفیت: ۳۵٬۵۶۳     |
|                      | گوادالاخارا، خالیسکولئون، گوآناخوآتومکزیکو سیتیپوئبلاتولوکاجام جهانی فوتبال ۱۹۷۰ (مکزیک) · |                   |
| لئون، گوآناخوآتو     | گوادالاخارا، خالیسکولئون، گوآناخوآتومکزیکو سیتیپوئبلاتولوکاجام جهانی فوتبال ۱۹۷۰ (مکزیک) · | تولوکا            |
| ورزشگاه لئون         | گوادالاخارا، خالیسکولئون، گوآناخوآتومکزیکو سیتیپوئبلاتولوکاجام جهانی فوتبال ۱۹۷۰ (مکزیک) · | ورزشگاه نمسیو دیس |
| ظرفیت: ۲۳٬۶۰۹        | گوادالاخارا، خالیسکولئون، گوآناخوآتومکزیکو سیتیپوئبلاتولوکاجام جهانی فوتبال ۱۹۷۰ (مکزیک) · | ظرفیت: ۲۶٬۹۰۰     |
|                      | گوادالاخارا، خالیسکولئون، گوآناخوآتومکزیکو سیتیپوئبلاتولوکاجام جهانی فوتبال ۱۹۷۰ (مکزیک) · |                   |

## مرحله گروهی

### گروه ۱
| تیم                | بازی | برد | مساوی | باخت | گل‌زده | گل‌خورده | تفاضل گل | امتیاز |
| ------------------ | ---- | --- | ----- | ---- | ----- | ------- | -------- | ------ |
| اتحاد جماهیر شوروی | ۳    | ۲   | ۱     | ۰    | ۶     | ۱       | ۵+       | ۵      |
| مکزیک              | ۳    | ۲   | ۱     | ۰    | ۵     | ۰       | ۵+       | ۵      |
| بلژیک              | ۳    | ۱   | ۰     | ۲    | ۴     | ۵       | ۱-       | ۲      |
| السالوادور         | ۳    | ۰   | ۰     | ۳    | ۰     | ۹       | ۹-       | ۰      |

| مکزیک | ۰ – ۰ | اتحاد جماهیر شوروی |
| ----- | ----- | ------------------ |
|       | گزارش |                    |

| بلژیک | ۳ – ۰ | السالوادور |
| ----- | ----- | ---------- |
|       | گزارش |            |

| اتحاد جماهیر شوروی | ۴ – ۱ | بلژیک |
| ------------------ | ----- | ----- |
|                    | گزارش |       |

| مکزیک | ۴ – ۰ | السالوادور |
| ----- | ----- | ---------- |
|       | گزارش |            |

| اتحاد جماهیر شوروی | ۲ – ۰ | السالوادور |
| ------------------ | ----- | ---------- |
|                    | گزارش |            |

| مکزیک | ۱ – ۰ | بلژیک |
| ----- | ----- | ----- |
|       | گزارش |       |

### گروه ۲
| تیم     | بازی | برد | مساوی | باخت | گل‌زده | گل‌خورده | تفاضل گل | امتیاز |
| ------- | ---- | --- | ----- | ---- | ----- | ------- | -------- | ------ |
| ایتالیا | ۳    | ۱   | ۲     | ۰    | ۱     | ۰       | ۱+       | ۴      |
| اروگوئه | ۳    | ۱   | ۱     | ۱    | ۲     | ۱       | ۱+       | ۳      |
| سوئد    | ۳    | ۱   | ۱     | ۱    | ۲     | ۲       | ۰        | ۳      |
| اسرائیل | ۳    | ۰   | ۲     | ۱    | ۱     | ۳       | ۲-       | ۲      |

| اروگوئه | ۲ – ۰ | اسرائیل |
| ------- | ----- | ------- |
|         | گزارش |         |

| ایتالیا | ۱ – ۰ | سوئد |
| ------- | ----- | ---- |
|         | گزارش |      |

| اروگوئه | ۰ – ۰  | ایتالیا |
| ------- | ------ | ------- |
|         | Report |         |

| اسرائیل | ۱ – ۱ | سوئد |
| ------- | ----- | ---- |
|         | گزارش |      |

| سوئد | ۱ – ۰ | اروگوئه |
| ---- | ----- | ------- |
|      | گزارش |         |

| ایتالیا | ۰ – ۰ | اسرائیل |
| ------- | ----- | ------- |
|         | گزارش |         |

### گروه ۳
| تیم      | بازی | برد | مساوی | باخت | گل‌زده | گل‌خورده | تفاضل گل | امتیاز |
| -------- | ---- | --- | ----- | ---- | ----- | ------- | -------- | ------ |
| برزیل    | ۳    | ۳   | ۰     | ۰    | ۸     | ۳       | ۵+       | ۶      |
| انگلستان | ۳    | ۲   | ۰     | ۱    | ۲     | ۱       | ۱+       | ۴      |
| رومانی   | ۳    | ۱   | ۰     | ۲    | ۴     | ۵       | ۱-       | ۲      |
| چکسلواکی | ۳    | ۰   | ۰     | ۳    | ۲     | ۷       | ۵-       | ۰      |

| انگلستان | ۱ – ۰ | رومانی |
| -------- | ----- | ------ |
|          | گزارش |        |

| برزیل | ۴ – ۱ | چکسلواکی |
| ----- | ----- | -------- |
|       | گزارش |          |

| رومانی | ۲ – ۱ | چکسلواکی |
| ------ | ----- | -------- |
|        | گزارش |          |

| برزیل | ۱ – ۰ | انگلستان |
| ----- | ----- | -------- |
|       | گزارش |          |

| برزیل | ۳ – ۲ | رومانی |
| ----- | ----- | ------ |
|       | گزارش |        |

| انگلستان | ۱ – ۰ | چکسلواکی |
| -------- | ----- | -------- |
|          | گزارش |          |

### گروه ۴
| تیم        | بازی | برد | مساوی | باخت | گل‌زده | گل‌خورده | تفاضل گل | امتیاز |
| ---------- | ---- | --- | ----- | ---- | ----- | ------- | -------- | ------ |
| آلمان غربی | ۳    | ۳   | ۰     | ۰    | ۱۰    | ۴       | ۶+       | ۶      |
| پرو        | ۳    | ۲   | ۰     | ۱    | ۷     | ۵       | ۲+       | ۴      |
| بلغارستان  | ۳    | ۰   | ۱     | ۲    | ۵     | ۹       | ۴-       | ۱      |
| مراکش      | ۳    | ۰   | ۱     | ۲    | ۲     | ۶       | ۴-       | ۱      |

| پرو | ۳ – ۲ | بلغارستان |
| --- | ----- | --------- |
|     | گزارش |           |

| آلمان غربی | ۲ – ۱ | مراکش |
| ---------- | ----- | ----- |
|            | گزارش |       |

| پرو | ۳ – ۰ | مراکش |
| --- | ----- | ----- |
|     | گزارش |       |

| آلمان غربی | ۵ – ۲ | بلغارستان |
| ---------- | ----- | --------- |
|            | گزارش |           |

| آلمان غربی | ۳ – ۱ | پرو |
| ---------- | ----- | --- |
|            | گزارش |     |

| مراکش | ۱ – ۱ | بلغارستان |
| ----- | ----- | --------- |
|       | گزارش |           |

## مرحله حذفی
|  | یک‌چهارم نهایی          | یک‌چهارم نهایی                    |                       |            | نیمه‌نهایی‌ | نیمه‌نهایی‌ |  |  | نهایی                 | نهایی |
|  |                        |                                  |                       |            |           |           |  |  |                       |       |
|  | ۱۴ ژوئن – مکزیکو سیتی  |                                  |                       |            |           |           |  |  |                       |       |
|  |                        |                                  |                       |            |           |           |  |  |                       |       |
|  | اتحاد جماهیر شوروی     | ۰                                |                       |            |           |           |  |  |                       |       |
|  | اتحاد جماهیر شوروی     | ۰                                | ۱۷ ژوئن – گوادالاخارا |            |           |           |  |  |                       |       |
|  | اروگوئه (وقت اضافه)    | ۱                                |                       |            |           |           |  |  |                       |       |
|  | اروگوئه (وقت اضافه)    | ۱                                | اروگوئه               | ۱          |           |           |  |  |                       |       |
|  | ۱۴ ژوئن – گوادالاخارا  |                                  | اروگوئه               | ۱          |           |           |  |  |                       |       |
|  |                        | برزیل                            | ۳                     |            |           |           |  |  |                       |       |
|  | برزیل                  | برزیل                            | ۳                     | ۴          |           |           |  |  |                       |       |
|  | برزیل                  |                                  | ۲۱ ژوئن – مکزیکو سیتی | ۴          |           |           |  |  |                       |       |
|  | پرو                    | ۲                                |                       |            |           |           |  |  |                       |       |
|  | پرو                    | ۲                                | برزیل                 | ۴          |           |           |  |  |                       |       |
|  | ۱۴ ژوئن – تولوکا       |                                  | برزیل                 | ۴          |           |           |  |  |                       |       |
|  |                        | ایتالیا                          | ۱                     |            |           |           |  |  |                       |       |
|  | ایتالیا                | ایتالیا                          | ۱                     | ۴          |           |           |  |  |                       |       |
|  | ایتالیا                | ۱۷ ژوئن – مکزیکو سیتی (بازی قرن) |                       | ۴          |           |           |  |  |                       |       |
|  | مکزیک                  | ۱                                |                       |            |           |           |  |  |                       |       |
|  | مکزیک                  | ۱                                | ایتالیا (وقت اضافه)   | ۴          | مکان سوم  | مکان سوم  |  |  |                       |       |
|  | ۱۴ ژوئن – لئون         |                                  | ایتالیا (وقت اضافه)   | ۴          | مکان سوم  | مکان سوم  |  |  |                       |       |
|  |                        | آلمان غربی                       | ۳                     |            |           |           |  |  |                       |       |
|  | آلمان غربی (وقت اضافه) | آلمان غربی                       | ۳                     | ۳          | اروگوئه   | ۰         |  |  |                       |       |
|  | آلمان غربی (وقت اضافه) |                                  |                       | ۳          | اروگوئه   | ۰         |  |  |                       |       |
|  | انگلستان               | ۲                                |                       | آلمان غربی | ۱         |           |  |  |                       |       |
|  | انگلستان               | ۲                                |                       |            | ۱         |           |  |  |                       |       |
|  |                        |                                  |                       |            |           |           |  |  | ۲۰ ژوئن – مکزیکو سیتی |       |
|  |                        |                                  |                       |            |           |           |  |  |                       |       |

## قهرمان
| قهرمان جام جهانی ۱۹۷۰ |
| --------------------- |
| · برزیل · سومین عنوان |